# Стиборівка
Сти́борівка (до 1989 року — Стибирівка) — село в Україні, у Підкамінській селищній громаді Золочівського району Львівської області. Село Стиборівка, а також Вербівчик та Орихівчик раніше були підпорядковані Вербівчицькій сільській раді. Населення становило 419 осіб у 2001 році. Станом на 2022 рік населення становило 360 осіб.

## Географія
Відстань до колишнього райцентру становить 30 км, що проходить автошляхом місцевого значення. Відстань до найближчої залізничної станції Броди становить 30 км.
У Стиборівці бере початок річка Самець, ліва притока Серету.
Урочища:
- Вертиби
- Мирова
- Радеччина
- Соколова яма
- Сугунова

## Населення
У 1880 році в селі мешкало 486 осіб та 7 осіб — на панському дворі. У 1931 році в селі було 154 домогосподарства, де мешкало 803 особи, 1935 року — 871 особа.

## Назва
За радянської влади село мало назву «Стибирівка». 1989 року селу надали сучасну назву.
Назву села пов'язують з словами степи і бори, які колись були у цій місцевості.
Бродівський краєзнавець Дмитро Чобіт припускає, що назва села походить від готського слова «stube», тобто — однокімнатний будинок. Слов'яни називали готські будинки «стебами», а само поселення, де були готські будиночки місцеве населення називало Стеборівка.

## Історія
У 1528 році село було у власності Марціна Кам'янецького. Цього ж року польський король Сигізмунд І надав право володіння Марціну Кам'янецькому селами підкамінського ключа, коди входила й Стиборівка. У 1626 році село перебувало під владою нащадків Марціна Кам'янецького. Цього ж року польський король Сигізмунд ІІІ підтверджує за нащадками Кам'янецького привілей Сигізмунда І від 1528 року на володіння селами підкамінського ключа.
У 1661—1711 роках село було у власності родини Цетнерів.
1865 році в селі засновано філіальну українську школу.

### Радянські репресії та діяльність УПА (1944—1953)
20 серпня 1947 року місцевий дільничий Круков спільно з прокурором Бараненком та підрозділом МДБ за сфабрикованими звинуваченнями, у нібито не зданому провіанті на користь держави, забрали у Івана Фігуна всю домашню худобу та січкарню. 31 серпня 1948 року більшовиками під час проведення так званої «ревізії», у місцевого жителя Петра Кутняка було забрано речі особистого вжитку (годинники, срібні ложки, плащ дощовик, браслет, рушники, декілька носовиків та дві пари чоловічої білизни). Під час проведення цієї ж «ревізії» в одній з хат місцевим дільничим Круковим було побито до втрати свідомості Марію Дзвінник.

## Населення

### Мова
Розподіл населення за рідною мовою за даними перепису 2001 року:
| Мова       | Відсоток |
| ---------- | -------- |
| українська | 100%     |

## Пам'ятки
- Дерев'яна церква Собору Пресвятої Богородиці з дзвіницею, за усними переказами і записами у Богослужбових книгах с. Загір'я та «Шематизму» 1935—1936 років, збудована у 1702 році в с. Загір'я та 1827 року продана та перевезена до Стиборівки. За іншими джерелами церква збудована у 1605 році[16]. На південний схід від церкви збереглася дерев'яна двоярусна дзвіниця накрита пірамідальним дахом, збудована у 1878 році місцевими майстрами Грицьком Саганом та Степаном Дубиною[17]. Церква та дзвіниця внесені до Реєстру пам'яток архітектури Бродівського району Львівської області під охоронними № 1340/1 та № 1340/2 відповідно. У 1839 році парохом місцевої греко-католицької церкви був отець Павло Струменський, уродженець Підкаменя[18].
- Мурована церква, збудована у 1937—1990-х роках будівничим Василем Хоміцьким за проєктом архітектора Олександра Лушпинського. Розташована на схід від дерев'яної церкви Собору Пресвятої Богородиці[17].

## Відомі люди
- Михайло Павлінський (псевда — «Верба», «Бродяга»; загинув 2 грудня 1950, Стиборівка) — районний провідник ОУН Підкаменеччини та Олещини[19].